# CHANGE (福原美穂の曲)
「CHANGE」（チェンジ）は福原美穂のメジャーデビューシングル。2008年4月16日発売。 

## 収録曲
1. CHANGE
  - 作詞：福原美穂／作曲：福原美穂・2 SOUL／編曲：2 SOUL
  - 江崎グリコ「ポッキーチョコレート」スペースシャワーTVバージョンCMソング
  - 北海道日本ハムファイターズ所属の鶴岡慎也の登場曲
2. 恋はリズム -Believe My Way-
  - 作詞・作曲：香那、シライシ紗トリ
3. BECAUSE YOU LOVED ME
  - 作詞・作曲：Diane Warren／編曲：シライシ紗トリ

## 批評
マーティ・フリードマンは、「全体的にはR&Bなんだけど、サビにいくと80年代のライトなロックになる。その融合は面白い」と評した。